# Atarrabia Taldea
Agrupación Atarrabia - Atarrabia Taldea es un partido político de ámbito local fundado en el municipio navarro de Villava (Atarrabia en euskera). Ideológicamente se enclava en el vasquismo navarrista y en el progresismo socialdemócrata.

## Sus orígenes como EA
El origen de la formación se encuentra en la agrupación local de Eusko Alkartasuna (EA), donde hacia 1991 concurrieron los militantes nacionalistas escindidos del PNV con un grupo de jóvenes procedentes del entorno de Herri Batasuna. Poco después el grupo se dotó de su primera sede social (Atarrabiako Elkartetxea) y un boletín de información municipal, Oihua.
A partir de entonces, gracias a su dinamismo institucional y social en la localidad, la representación de EA en el ayuntamiento fue en continuo aumento hasta constituirse en la primera fuerza vasquista de la villa. Del único concejal que había obtenido EA en 1987, se pasó a dos en 1991 y a tres en 1995. 
Para ampliar su base social y reforzar su autonomía dentro de EA, el grupo constituyó la Agrupación Electoral Atarrabia de cara a las elecciones de 1999. Ese año, liderados por Pello Monteano, EA-Atarrabia consiguió 3 concejales y la alcaldía de Villava-Atarrabia gracias a un pacto de gobierno con Euskal Herritarrok (EH) e Izquierda Unida propiciado por la tregua declarada por ETA el año anterior. El gobierno municipal duró apenas tres meses. La negativa de EH a condenar un atentado contra un compañero de corporación de UPN-PP provocó el que EA-Atarrabia diera por roto el pacto de gobierno y Monteano presentara su dimisión como alcalde, pasando a liderar la oposición al bloque del nuevo equipo de gobierno UPN-PSN. Las elecciones de 2003, a las que también concurrió como agrupación electoral, proporcionaron un notable incremento del apoyo a la lista nuevamente encabezada por Monteano, obteniendo 4 concejales y quedándose a medio centenar de votos de obtener la alcaldía. 
Finalmente, en 2007, con la creación de la coalición Nafarroa Bai (NaBai) como referencia, EA-Atarrabia impulsó la constitución en la localidad de una marca local Atarrabia-NaBai, que encabezada por Pello Gurbindo consiguió ser la lista más votada por un amplio margen, obteniendo 6 concejales. La coalición, en la que por parte de EA-Atarrabia participaron también Guillermo Ezkieta, Satrústegui y Baranguan, gobernó la localidad de 2007 a 2011.

## La transformación en partido
En noviembre de 2010 Batzarre anuncia su abandono de Nafarroa Bai (NaBai) y en enero de 2011 Eusko Alkartasuna (EA) se muestra favorable a llegar a un acuerdo electoral de NaBai con la izquierda abertzale. EA-Atarrabia hizo pública su discrepancia y su intención de reeditar la coalición con Aralar, Batzarre y PNV. Las diferencias con la dirección de EA provocaron el abandono del partido de prácticamente toda la militancia villavesa, que constituyó una nueva formación política de ámbito local, Agrupación Atarrabia - Atarrabia Taldea, el 23 de marzo de 2011. Sin embargo, las negociaciones con Aralar no prosperaron y el nuevo partido terminó constituyendo con Batzarre una nueva coalición, Atarrabia Bai, con la que concurrieron a las elecciones de mayo de ese año. La coalición obtuvo cinco concejales (4 de Atarrabia Taldea y 1 de Batzarre), pero no consiguió auparse como lista más votada por apenas 11 votos de diferencia con Bildu, que conseguirá la alcaldía con el mismo número de concejales.
Tras el rechazo del PNV y la asociación Zabaltzen a llegar un acuerdo con Bildu para las elecciones generales de noviembre de 2011, finalmente Aralar decidió integrarse en la coalición Amaiur. El adelanto electoral hacía imposible que los otros miembros de NaBai pudieran constituir legalmente una nueva coalición electoral a nivel de Navarra. Atarrabia Taldea aceptó participar en el proyecto y dar viabilidad legal a la coalición Geroa Bai. Según hizo pública la formación villavesa, su decisión se justificaba en la necesidad de que el electorado navarro contase con "una opción vasquista, progresista e integradora, respetuosa con todas las identidades de nuestra tierra y con unos planteamientos políticos centrados en Navarra". Atarrabia Taldea, a pesar de que está inscrito como partido de ámbito autonómico, siempre ha insistido en que su actuación seguirá siendo en el marco local.
De cara a las Elecciones Forales de 2015, el grupo volvió a conformar junto con el EAJ-PNV la coalición Geroa-Bai, que pasaría a encabezar el Gobierno de Navarra. En el ámbito local concurrió nuevamente con el nombre de Atarrabia-GeroaBai y una lista encabezada por Consuelo Satrústegui, que ya había sido concejala en las dos últimas legislaturas. La formación obtuvo 950 votos (19 %) y tres concejales: Consuelo Satrustegui, Maite Bengoa y Dani Gallego.
En mayo de 2019, la lista de Atarrabia-Geroa Bai fue encabezada por Mikel Asiain Torres y obtuvo 930 votos (16,34 %), revalidando sus tres concejales (Mikel Asíain, Maite Bengoa y Dani Gallego). En octubre de ese año, como ya había hecho en abril, Atarrabia Taldea acordó reeditar la coalición Geroa Bai para concurrir en las Elecciones Generales del 10-N.